# 阿部正春
阿部 正春（あべ まさはる）は、上総大多喜新田藩主、武蔵岩槻藩第4代藩主、上総大多喜藩主、三河刈谷藩初代藩主。阿部家宗家4代で、同分家の上総佐貫藩阿部家初代。初めは三浦 正春（みうら まさはる）と名乗った。

## 生涯
寛永14年（1637年）、岩槻藩第2代藩主阿部重次の次男として生まれる。はじめ父の跡を受けて三浦姓を称した。
慶安4年（1651年）に父・重次が江戸幕府の第3代将軍・徳川家光を追って殉死したため、兄の定高が家督を継いだ。正春は1万6千石を分与され、大多喜新田藩を立てた。
万治2年（1659年）1月23日に兄の定高が死去する。兄の嫡男の作十郎（のちの阿部正邦）は幼少のため、中継ぎとして正春が家督を継いで岩槻藩主となる。このとき阿部姓に復し、自らの知行分と合わせて11万5千石を領した。このときに正邦が成長したら岩槻藩を還付することを約束しているが、不満を持つ者も少なくなく、寛文3年（1663年）12月に汀騒動と呼ばれる家臣殺害事件が起こった。
寛文11年（1671年）、現在も岩槻の地に残る時の鐘を建造する。12月19日、正春は兄の遺領9万9千石と家督を正邦に譲り、自身は旧大多喜新田藩領1万6千石のみをもって、忍藩主を継いで転出した従兄の阿部正能の後を受けて大多喜藩へ移った（正能時代の大多喜藩領は忍藩領に加えられ、正春時代の領地には含まれない）。
正春は大多喜へ移った際、幕府からは大多喜城の再建を命じられているが、正春の藩主時代の記録である『土芥寇讎記』には、再建が行われていない様子が記されている。
元禄15年（1702年）9月7日、三河刈谷藩に移される。宝永6年（1709年）4月25日、六男の正鎮に家督を譲って隠居した。正徳6年（1716年）6月8日に死去。享年80。